# Гікерк
Гікерк (нід. Giekerk, фриз. Gytsjerk) — село в нідерландській провінції Фрисландія. Входить до муніципалітету Тіцьєркстерадел.
Його площа становить 5,74 км², а населення станом на 2021 рік складало 2 275 осіб.
Перша згадка про населений пункт датується 1439 роком. Із 1960-х років розвивається як передмістя Леувардена.

## Галерея

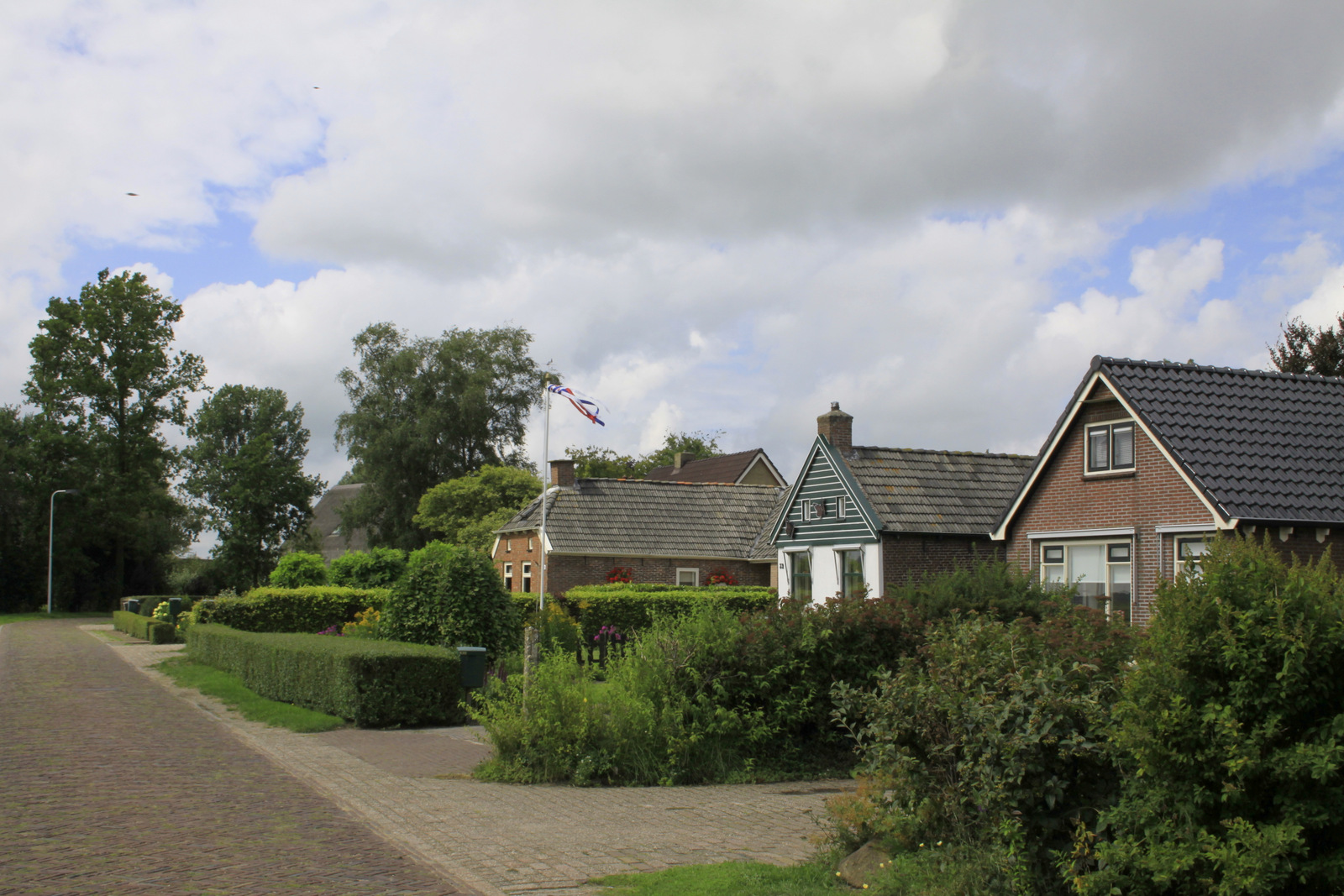
Сільська забудова
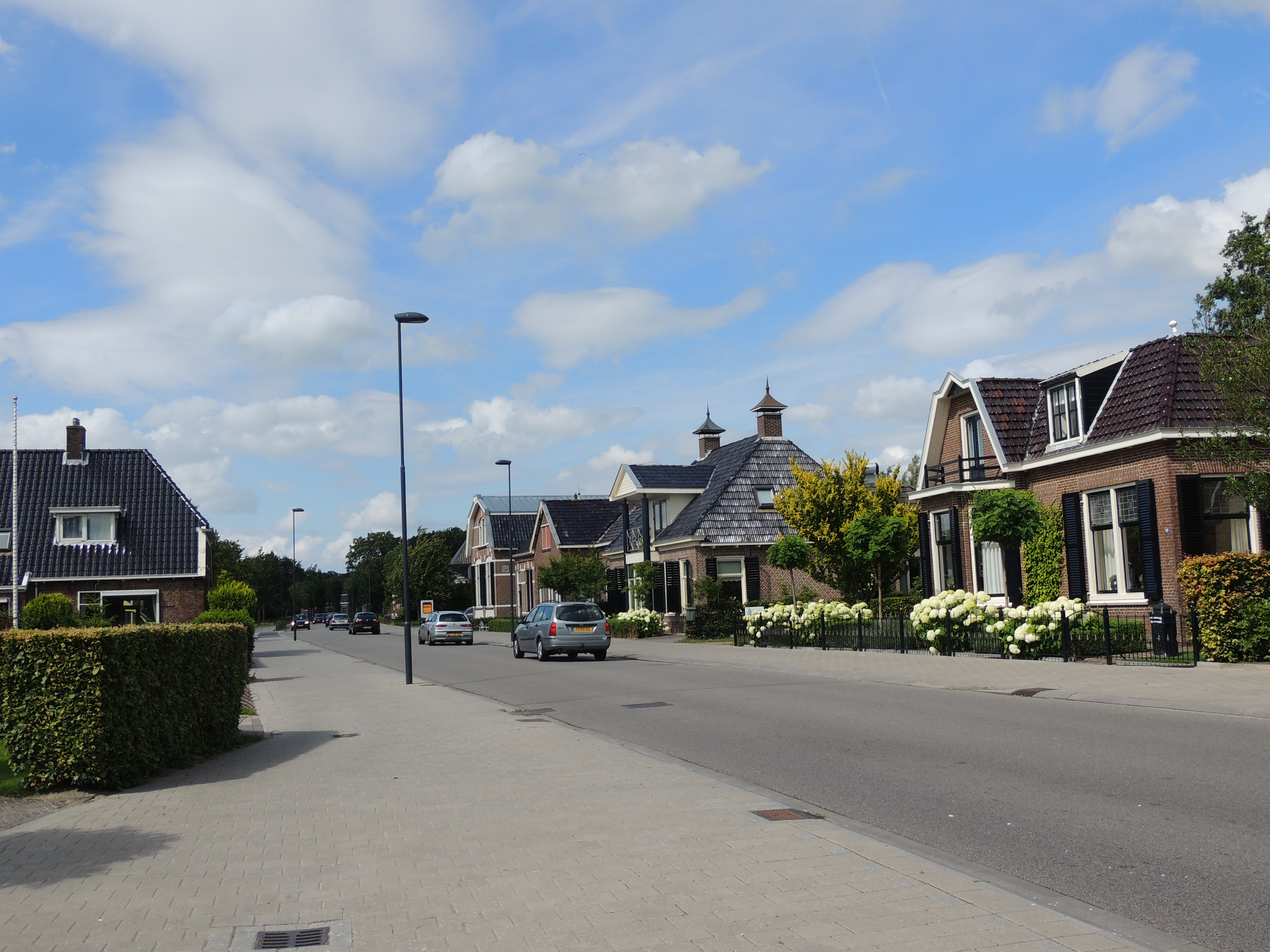
Вулиця Гікерка
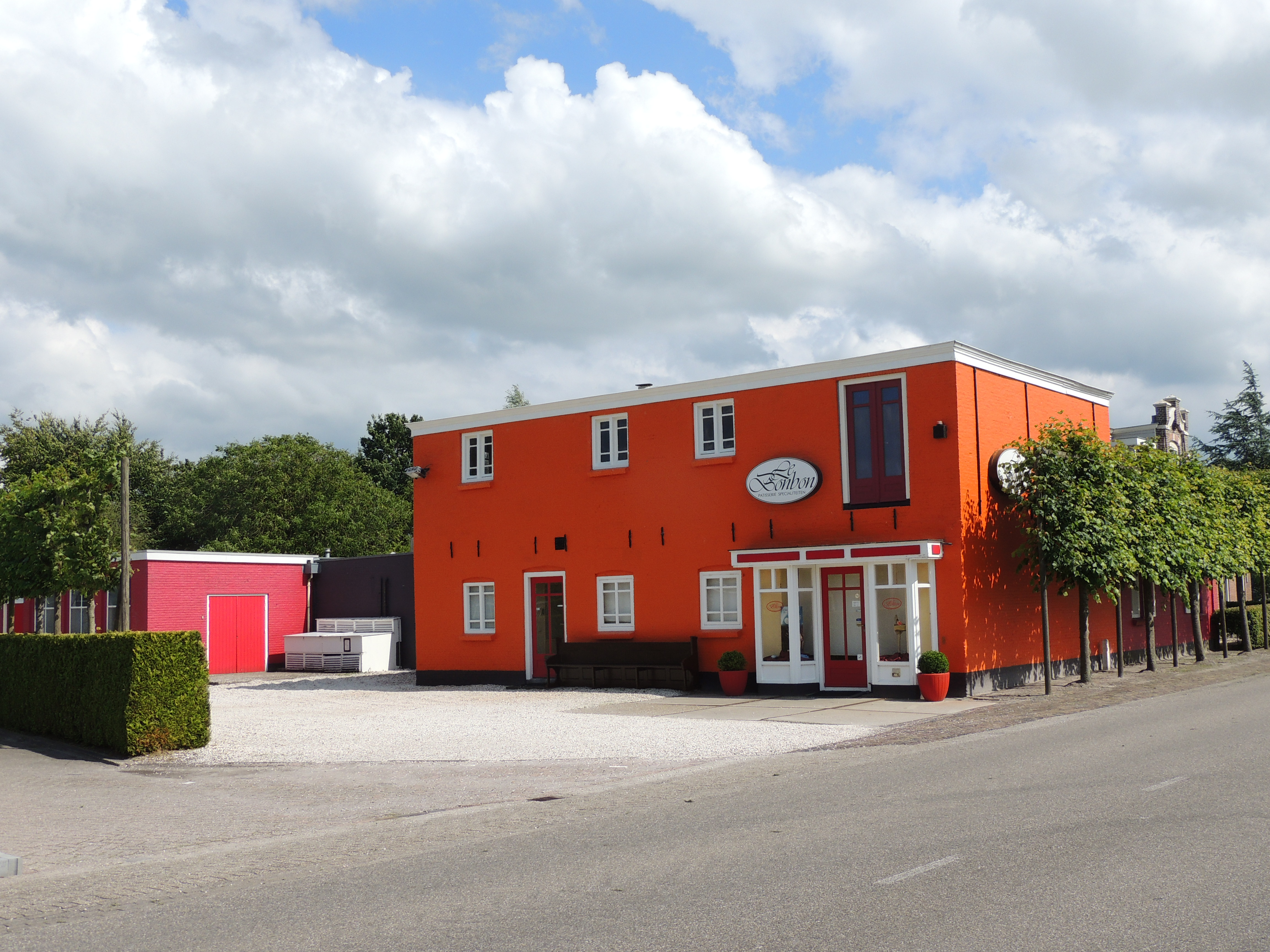
Будівля колишньої пекарні
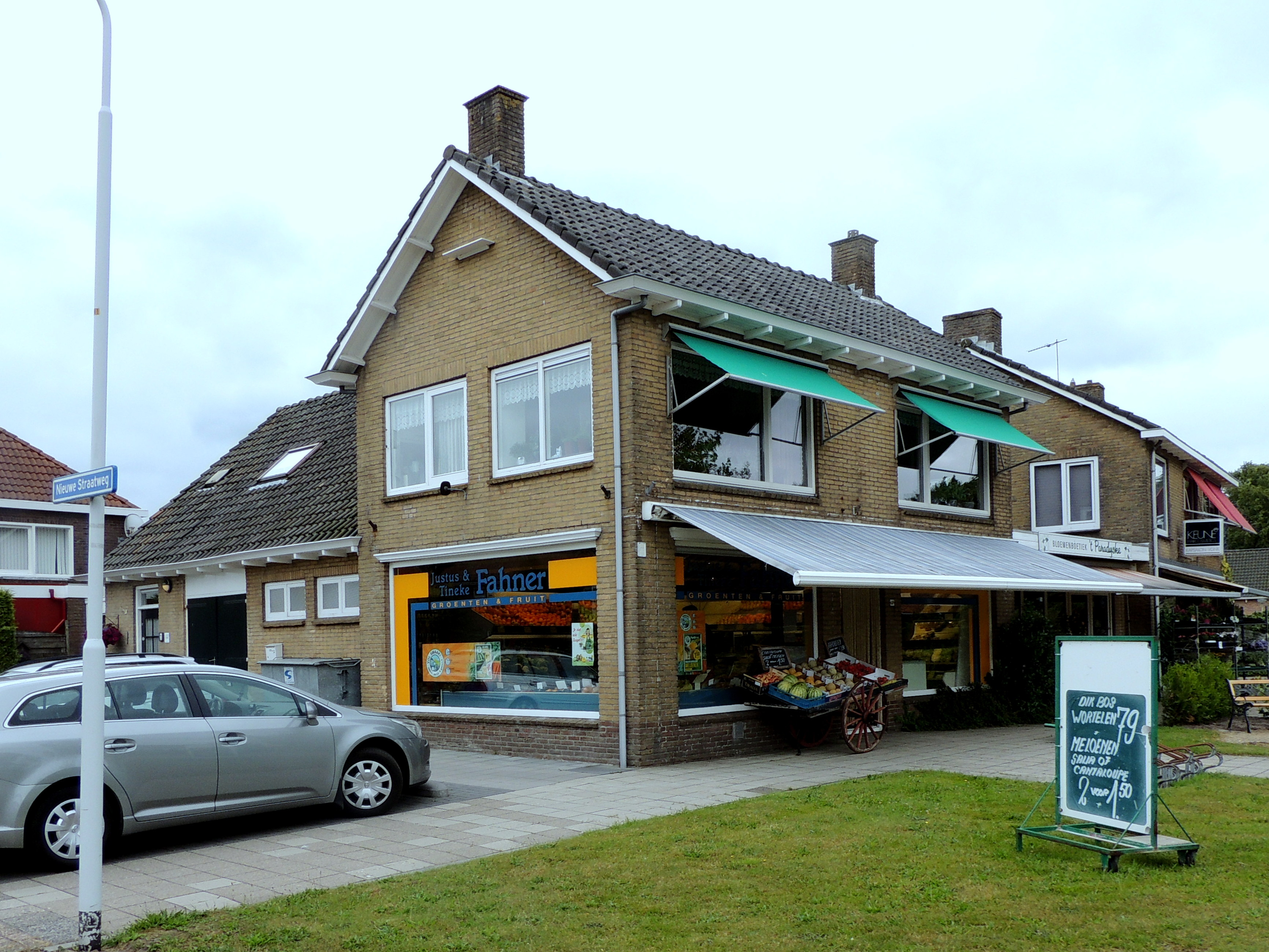
Продуктовий магазин